# 岩田壽夫
岩田 壽夫（いわた ひさお、1936年 - ）は、千葉経済大学短期大学部教授。同短大経営情報科学科長。専門は、簿記会計。

## 略歴
1936年 東京都に生まれる。中央大学商学部卒業後、公立高等学校教諭を経て、1986年東京都立第一商業高等学校教頭、1989年東京都立第三商業高等学校教頭、1991年東京都立京橋商業高等学校校長となり、1994年東京都立江東商業高等学校校長に転任し、1995年定年退職。同年4月より千葉経済大学短期大学部経営情報科教授。